# Eisenpeitl Máté
Eisenpeitl Máté (Stájerország, 1722. november 19. – Vác, 1796.)  jezsuita rendi pap, tanár. Nevét Eisnpeitl-, Eisenbeitl- és Eisenpeutelnek is írták.

## Élete
1742-ben lépett a rendbe és a rend eltöröltetéséig a görög nyelv tanára volt Bécsben, Grazban és Nagyszombatban, ahol 1754-ben tanított; 1773-ban dékán és azután több évig a nemes ifjak convictusának igazgatója is volt.

## Munkái
1. Synopsis Grammaticae linguae graecae, usibus eorum, qui ad legendos authores quamprimum accedere parant. Graecii, 1765. és Pesthini, 1805
2. Ehrenrede, auf das Jubelfest, an den Frau Maria Eleonora von der heil. Anna gebohrne von Kvassay die nach 50 Jahren gewöhnliche Gelübdeserneuerung den 21. October 1766. zu Tyrnau als ihrer grossen Ordensmutter u. H. Marterinn Ursula Hohes Fest begangen wird, mit allgemeiner Freude abgeleget hat. Tyrnau
3. Enchiridion sacrum ex Scriptura S. et Patribus pro linguae graecae candidatis. Uo. 1771 (névtelenül)
4. Paraenesis ad nobilem juventutem in convictu regio archiepiscopali Tyrnaviensi dum annus scholasticus iniret. Uo. 1780
5. Ehrenrede auf das Jubel-Fest, an dem die Hochw. Frau Rosa von Gössinger des Ursuliner Klosters zu Tyrnau Würdigste Oberinn die nach 50 Jahren gewöhnliche Gelübdeserneuerungen den 14. Sept. 1780. feyerlich beging, Uo.